# Rengarda Malatesta

Stemma dei Malatesta.

Rengarda Malatesta (Rimini, 1380 circa – Urbino, 26 settembre 1423) è stata una contessa italiana.

## Il nome
A Rengarda venne dato il nome di una sua sorellastra maggiore sposata con Masio di Pietramala e morta nel 1364.

## Biografia
Nata intorno al 1380 da Galeotto I Malatesta signore di Rimini e da Gentile di Rodolfo II Da Varano signore di Camerino.
Rimasta orfana di madre e di padre fu affidata alle cure del fratello maggiore Carlo signore di Rimini, Fano, Cesena e Fossombrone.
Nel 1392, in seguito alla pacificazione tra le famiglie avversarie dei Malatesta e dei Montefeltro, Rengarda venne promessa in sposa a Guidantonio da Montefeltro per contratto concluso tra suo fratello Carlo e Antonio da Montefeltro padre dello sposo.

## Discendenza
Dal matrimonio, celebrato nel novembre 1397, non nacquero figli, ma la contessa allevò con cura i numerosi figli legittimati del marito, fra cui: 
- Aura, che sposerà Bernardino degli Ubaldini,
- Federico III, legittimato, secondo duca di Urbino.

Fu di salute cagionevole e morì di febbri il 26 settembre 1423, fu sepolta nella chiesa di San Francesco.

## Ascendenza
|                      |                      |                                    | Genitori            |  |  | Nonni |  |  | Bisnonni               |  |  | Trisnonni             |  |
|                      |                      |                                    |                     |  |  |       |  |  | Malatesta da Verucchio |  |  | Malatesta I Malatesta |  |
|                      |                      |                                    |                     |  |  |       |  |  | Malatesta da Verucchio |  |  | Malatesta I Malatesta |  |
|                      |                      | Adelasia                           |                     |  |  |       |  |  | Malatesta da Verucchio |  |  |                       |  |
| Pandolfo I Malatesta |                      |                                    |                     |  |  |       |  |  | Malatesta da Verucchio |  |  |                       |  |
|                      |                      | Margherita Paltenieri di Monselice | …                   |  |  |       |  |  |                        |  |  |                       |  |
|                      |                      | Margherita Paltenieri di Monselice | …                   |  |  |       |  |  |                        |  |  |                       |  |
|                      |                      | Margherita Paltenieri di Monselice | …                   |  |  |       |  |  |                        |  |  |                       |  |
| Galeotto I Malatesta |                      | Margherita Paltenieri di Monselice |                     |  |  |       |  |  |                        |  |  |                       |  |
|                      |                      | …                                  | …                   |  |  |       |  |  |                        |  |  |                       |  |
|                      |                      | …                                  | …                   |  |  |       |  |  |                        |  |  |                       |  |
|                      |                      | …                                  | …                   |  |  |       |  |  |                        |  |  |                       |  |
| Taddea da Rimini     |                      | …                                  |                     |  |  |       |  |  |                        |  |  |                       |  |
|                      |                      | …                                  | …                   |  |  |       |  |  |                        |  |  |                       |  |
|                      |                      | …                                  | …                   |  |  |       |  |  |                        |  |  |                       |  |
|                      |                      | …                                  | …                   |  |  |       |  |  |                        |  |  |                       |  |
| Rengarda Malatesta   |                      | …                                  |                     |  |  |       |  |  |                        |  |  |                       |  |
|                      | Berardo II da Varano | Gentile II da Varano               |                     |  |  |       |  |  |                        |  |  |                       |  |
|                      | Berardo II da Varano | Gentile II da Varano               |                     |  |  |       |  |  |                        |  |  |                       |  |
|                      | Berardo II da Varano | …                                  |                     |  |  |       |  |  |                        |  |  |                       |  |
| Rodolfo II da Varano | Berardo II da Varano |                                    |                     |  |  |       |  |  |                        |  |  |                       |  |
|                      |                      | Bellafiore di Gualtiero Brunforte  | Gualtiero Brunforte |  |  |       |  |  |                        |  |  |                       |  |
|                      |                      | Bellafiore di Gualtiero Brunforte  | Gualtiero Brunforte |  |  |       |  |  |                        |  |  |                       |  |
|                      |                      | Bellafiore di Gualtiero Brunforte  | …                   |  |  |       |  |  |                        |  |  |                       |  |
| Gentile da Varano    |                      | Bellafiore di Gualtiero Brunforte  |                     |  |  |       |  |  |                        |  |  |                       |  |
|                      |                      | Finuccio Chiavelli                 | …                   |  |  |       |  |  |                        |  |  |                       |  |
|                      |                      | Finuccio Chiavelli                 | …                   |  |  |       |  |  |                        |  |  |                       |  |
|                      |                      | Finuccio Chiavelli                 | …                   |  |  |       |  |  |                        |  |  |                       |  |
| Camilla Chiavelli    |                      | Finuccio Chiavelli                 |                     |  |  |       |  |  |                        |  |  |                       |  |
|                      |                      | …                                  | …                   |  |  |       |  |  |                        |  |  |                       |  |
|                      |                      | …                                  | …                   |  |  |       |  |  |                        |  |  |                       |  |
|                      |                      | …                                  | …                   |  |  |       |  |  |                        |  |  |                       |  |
|                      |                      | …                                  |                     |  |  |       |  |  |                        |  |  |                       |  |